# 문지원 (배구인)
문지원(1979년 1월 21일 ~ )은 대한민국의 전직 배구 선수이다. 현재 경남여중 배구코치이며 프로배구 현대건설에서 활동하다 호주 진출했다.